# Южная Африка на летних Олимпийских играх 1904
ЮАР впервые участвовала на летних Олимпийских играх 1904 и была представлена восемью спортсменами в двух видах спорта. Страна не выиграла ни одной медали.

## Результаты соревнований

### Лёгкая атлетика
| Соревнование | Спортсмен    | Финал      | Финал |
| Соревнование | Спортсмен    | Результат  | Место |
| ------------ | ------------ | ---------- | ----- |
| Марафон      | Лен Тау      | неизвестен | 9     |
| Марафон      | Джан Нашиани | неизвестен | 12    |
| Марафон      | Берти Харрис | DNF        | —     |

### Перетягивание каната
| Соревнование | Спортсмены                                                                             | Четвертьфинал     | Полуфинал | Финал     | Полуфинал за серебро | Финал за серебро |
| ------------ | -------------------------------------------------------------------------------------- | ----------------- | --------- | --------- | -------------------- | ---------------- |
| Мужчины      | ЮАР - Паулюс Виссер - Питер Илленс - Питер Ломбард - Кристофер Уолкер - Йоханнес Шутте | США 1 · проиграли | не прошли | не прошли | не прошли            | не прошли        |